# Jigme Palden Dorji
Jigme Palden Dorji, född 1919, mördades 5 april 1964, regeringschef i Bhutan 1952-5 april 1964, han var son till Raja Sonam Tobgay Dorji.